# Renata Gaspar
Renata Gaspar Pinto (São Paulo, 4 de fevereiro de 1986) é uma atriz, humorista e apresentadora brasileira. Conhecida por seus trabalhos em programas humorísticos e, recentemente, nas telenovelas, a atriz já recebeu indicações a importantes prêmios, incluindo um Prêmio F5, um Prêmio Qualidade Brasil e um Prêmio Shell.
Gaspar iniciou sua carreira no teatro amador atuando em peças de pequena produção. Sua estreia profissional foi na Confraria da Paixão (2003), onde fez inúmeros personagens. Mais tarde, atuou em algumas peças de teatro até ser descoberta pelo produtor da série Descolados (2009), da MTV, a qual foi protagonista e recebeu indicação ao Prêmio Qualidade Brasil. No cinema, estreou no curta-metragem Alguns Recados (2006), no entanto se destacou nos longas Amores Urbanos (2016), Chocante (2017) e Fervo (2023).
Na televisão, destacou-se em programas humorísticos, como o Saturday Night Live (2012), Tá no Ar: a TV na TV (2014-19) e Fora de Hora (2020). Também atuou nas séries Chapa Quente (2015-16), Sob Pressão (2017) e Pais de Primeira (2018), onde foi a protagonista. Em telenovelas, fez sua estreia em Um Lugar ao Sol (2021) como a manicure que sofre violência doméstica Stephanie e ainda esteve em Terra e Paixão (2023), como a empresária Mara.

## Biografia

### Início da vida e formação artística
Nascida em São Paulo, em 4 de fevereiro de 1986, Renata Gaspar Pinto interessou-se pela interpretação ainda na infância, imitando e criando cenas para que pudesse atuar. Aos onze anos, em 1997, participou de sua primeira peça de teatro amadora. Dois anos mais tarde, aos treze anos, ingressou em um curso de teatro básico. No ano seguinte, com então catorze anos, ingressou em um curso profissionalizante de atuação. Permaneceu no curso por três anos, formando-se aos dezessete.
Após o curso, ingressou em uma companhia de teatro e participou de algumas montagens. Renata trabalhou com publicidades, teatro e alguns curtas-metragens de estudantes de cinema. Por um período de sua vida, desistiu da carreira de atriz e passou a trabalhar como garçonete. No entanto, um produtor de elenco a convidou para estrelar a série Descolados, em 2009, estreando na televisão já como protagonista.

## Carreira

### 2003–12: Início da carreira e estreia na televisão
Renata iniciou sua carreira profissional em 2003 ao integrar o elenco da companhia de teatro Confraria da Paixão, onde realizou algumas montagens interpretando vários personagens. Em 2006, voltou aos palcos atuando em Uma Noite de Outono Antes da Paz, em mais uma tentativa de consolidar uma carreira como atriz. No mesmo ano, estreou no cinema atuando no curta-metragem Alguns Recados, como "Ju". Em 2007, mais um curta, Perto de Qualquer Lugar, no papel de "Julia". No mesmo ano, atuou em uma montagem da clássica peça Abajur Lilás, ambientada em um prostíbulo decadente no qual três mulheres tentam sobreviver, incluindo "Leninha" (papel de Renata), a mais jovem do local, uma individualista que parece não se abalar com os conflitos alheios. Entre 2008 e 2009, protagonizou a série independente No Estranho Planeta dos Seres Audiovisuais, onde interpretava uma apresentadora fictícia que mediava um debate metalinguísitco sobre o audiovisual.
Renata estava prestes a desistir de sua carreira quando recebeu um convite para participar dos testes da série Descolados. O convite veio do coordenador de elenco da produtora Mixer, Diogo Ferreira, que a havia visto em uma apresentação de Uma Noite de Outono Antes da Paz quase um ano antes das gravações do piloto apresentado à MTV. Para dar vida à personagem "Lud", a protagonista da série, uma promoter de baladas de 22 anos, Renata se inspirou em sua própria vida. A primeira temporada da série estreou em julho de 2009. Anteriormente, em abril, ela apareceu no episódio "Canção do Exílio" da série Tudo o Que É Sólido Pode Derreter, da TV Cultura.
Ainda em 2009, foi convidada para o premiado filme O Nome do Gato, de Pedro Coutinho, onde interpretou "Roberta". O filme acompanha uma jovem tímida que decide morar sozinha e se muda para um apartamento sombrio onde coisas sobrenaturais passam a acontecer. No cinema, Renata prosseguiu carreira atuando em curtas-metragens de menor produção, interpretando "Amanda" em Reportagem de Capa (2009) e realizando uma participação especial como uma mulher perdida na floresta em O Imaginante Quarto da Vovó (2009). Em 2012, após três anos afastada da televisão, retorna ao integrar o elenco do humorístico Saturday Night Live, da RedeTV!, onde interpretou diversos personagens em esquetes de humor. No mesmo ano, esteve no programa Tosco TV, do Canal Brasil, no cargo de apresentadora. Voltou ao cinema com o curta-metragem O Condomínio, onde interpreta "Cínthia".

### 2014–19: Reconhecimento nacional
Em abril de 2014, Renata ganhou maior visibilidade na cena nacional ao integrar o elenco do programa humorístico Tá no Ar: a TV na TV, da TV Globo. O programa navegava pelos clichês do meio televisivo, especialmente através de paródias de músicas e programas famosos da televisão. Permaneceu no elenco da atração por seis temporadas, chegando ao fim em em abril de 2019. Em agosto de 2014, recebeu elogios da crítica por suas interpretações no espetáculo de comédia Não Nem Nada. Na peça, que também é estrelada por Geraldo Rodrigues, Mayara Constantino e Victor Mendes, os protagonistas atuam em dezenas de personagens dentro de doze cenas, as quais abordam temas sobre relações sociais, como superficialidade, culto às celebridades e falta de comunicação. Pelo desempenho em Não Nem Nada, Gaspar foi nomeada ao Prêmio Shell de Melhor Atriz.
Em alternância com as gravações das temporadas de Tá no Ar: a TV na TV, Gaspar realizou outros trabalhos na televisão, destacando-se nas séries de comédia. Em abril de 2015, foi escalada para o elenco principal da série Chapa Quente, da TV Globo, no papel da cabeleireira "Josy", que trabalha no salão da protagonista "Marlene" (Ingrid Guimarães), sua amiga. A série foi desenvolvida em duas temporadas, chegando ao fim em agosto de 2016. No ano de 2016, protagonizou o filme de drama Amores Urbanos, de Vera Egito, o qual foi gravado em 2014. No filme, que também é estrelado por Maria Laura Nogueira e Thiago Pethit, três amigos se encontram no auge de suas vidas, passando por desilusões e decidindo o futuro de suas carreiras. Renata dá vida a "Micaela", uma mulher lésbica que sofre com as pressões exigidas por sua namorada que esconde o relacionamento com ela.
Em junho de 2017, volta à televisão em uma participação especial na série Mister Brau, vivendo a cantora "Scarlet".  No mesmo, em setembro, explorou o lado dramático atuando em uma participação no seriado médico Sob Pressão, como "Liliana", uma mulher que vive um triângulo amoroso sem saber entre "Violeta" (Letícia Isnard) e seu namorado, o anestesista "Amir" (Orã Figueiredo). Também em 2017, apareceu no filme de comédia Chocante, no papel de "Estrella Maranhão". Em 2018, foi escolhida para ser a protagonista da série Pais de Primeira, ao lado de George Sauma, onde interpretaram um jovem casal que descobre que vão ser pais em meio ao caos de suas vidas profissionais.

### 2020–agora: Amadurecimento da carreira, telenovelas e trabalhos recentes
Em 2020, ao lado de Paulo Vieira, encabeçou o elenco do humorístico Fora de Hora, na TV Globo, que satirizava um telejornal com esquetes de humor em formato de reportagens, onde interpreta a âncora do jornal "Renata". Em novembro de 2021, fez sua estreia em telenovelas interpretando "Stephanie" em Um Lugar ao Sol, de Lícia Manzo. Renata foi escalada para a novela às pressas substituindo a atriz Maria Flor no papel, que engravidou e não pôde continuar na produção. Na trama, sua personagem encontra-se presa em um relacionamento abusivo com "Roney" (Danilo Grangheia). É a irmã de "Érica" (Fernanda de Freitas) e está disposta a fazer qualquer coisa para se aproveitar do relacionamento entre a personal trainer e "Santiago" (José de Abreu).
Em janeiro de 2023, esteve no filme de comédia Fervo, o qual foi rodado em 2019. A história gira em torno de um casal que, ao se mudar para uma nova residência, descobre que o imóvel é assombrado por fantasmas animados e festeiros, que ainda não conseguiram cumprir suas missões na Terra. Sua personagem é "Lara", uma mulher que deseja se despedir da filha e da esposa para seguir seu caminho. No mesmo ano, volta às telenovelas como "Mara" em Terra e Paixão, de Walcyr Carrasco. Depois de enfrentar um destino trágico como "Stephany", vítima de feminicídio em Um Lugar ao Sol (2021), sua personagem também convive com um marido violento, "Elias" (interpretado por Lourinelson Vladmir). Assim como na trama anterior, ela chega a procurar a delegacia para denunciar os abusos do parceiro. "Embora sejam personagens muito diferentes, elas são mulheres igualmente fortes. Ao contrário de Stephany, Mara é a provedora, traz dinheiro para casa", revela a atriz, que na história é dona de uma transportadora.
Em 2025, retorna como protagonista nos cinemas estrelando com Wallie Ruy o drama Alegria do Amor, de Márcia Paraíso, onde interpreta uma jovem quilombola do sertão cearense, Dulce, que testemunha o assassinato do próprio companheiro e foge para São Paulo ao ser ameaçada. Durante sua jornada ela descobre ter sido abandonada na infância e que possui uma irmã gêmea, Marisa, uma mulher trans proprietária de um karaokê que serve de refúgio para sua comunidade.

## Vida pessoal
Renata Gaspar é assumidamente bissexual. Desde 2018, namora a profissional de marketing Bebel Luz.

## Filmografia

### Televisão
| Ano       | Título                                     | Personagem                      | Notas                        |
| --------- | ------------------------------------------ | ------------------------------- | ---------------------------- |
| 2008–2009 | No Estranho Planeta dos Seres Audiovisuais | Apresentadora                   |                              |
| 2009      | Tudo o Que É Sólido Pode Derreter          | Noa                             | Episódio: "Canção do Exílio" |
| 2009      | Descolados                                 | Ludmila (Lud)                   |                              |
| 2012      | Saturday Night Live                        | Vários personagens              |                              |
| 2012      | Tosco TV                                   | Apresentadora                   |                              |
| 2014–2019 | Tá no Ar: a TV na TV                       | Vários personagens              |                              |
| 2015–2016 | Chapa Quente                               | Josilene Rêgo dos Santos (Josy) |                              |
| 2017      | Mister Brau                                | Scarlett                        | Episódio: "26 de junho"      |
| 2017      | Sob Pressão                                | Liliana                         | Temporada 1                  |
| 2018      | Pais de Primeira                           | Taís Siqueira Zanini (Tatá)     |                              |
| 2020      | Fora de Hora                               | Renata                          |                              |
| 2021–2022 | Um Lugar ao Sol                            | Stephanie Ribeiro               |                              |
| 2023–2024 | Terra e Paixão                             | Mara Ramalho                    |                              |
| 2023      | Ritmo de Natal                             | Gaspar (Rei Mago 2)             | Telefilme                    |
| 2025      | Ângela Diniz: O Crime da Praia dos Ossos   | Gilda Ribeiro                   |                              |

### Cinema
| Ano  | Título                      | Personagem        | Notas          |
| ---- | --------------------------- | ----------------- | -------------- |
| 2006 | Alguns Recados (2006)       | Ju                | Curta-metragem |
| 2007 | Perto de Qualquer Lugar     | Julia             | Curta-metragem |
| 2008 | Eletrotorpe                 | Camila            | Curta-metragem |
| 2009 | O Nome do Gato              | Roberta           | Curta-metragem |
| 2009 | Reportagem de capa          | Amanda            | Curta-metragem |
| 2009 | O Imaginante Quarto da Vovó | Jovem da floresta | Curta-metragem |
| 2012 | O Condomínio                | Cínthia           | Curta-metragem |
| 2016 | Amores Urbanos              | Micaela           |                |
| 2017 | Chocante                    | Julie             |                |
| 2023 | Fervo                       | Lara              |                |
| 2025 | Alegria do Amor             | Dulce             |                |

## Teatro
| Ano     | Título                           | Personagem         |
| ------- | -------------------------------- | ------------------ |
| 2003–05 | Confraria da Paixão              | Vários personagens |
| 2006    | Uma Noite de Outono Antes da Paz |                    |
| 2007    | Abajur Lilás                     | Leninha            |
| 2010    | Cinema                           |                    |
| 2014    | Não Nem Nada                     | Vários personagens |

## Prêmios e indicações
| Ano  | Prêmio                                   | Categoria                               | Trabalho             | Resultado |
| ---- | ---------------------------------------- | --------------------------------------- | -------------------- | --------- |
| 2008 | Mostralíngua                             | Melhor Atriz                            | Abajur Lilás         | Venceu    |
| 2009 | Prêmio Arte Qualidade Brasil             | Melhor Atriz Seriado                    | Descolados           | Indicada  |
| 2014 | Prêmio Shell de Teatro                   | Melhor Atriz                            | Não Nem Nada         | Indicado  |
| 2016 | Grande Prêmio Smiles do Humor Brasileiro | Melhor Atriz de Comédia                 | Tá no Ar: a TV na TV | Venceu    |
| 2017 | Grande Prêmio Smiles do Humor Brasileiro | Melhor Atriz de Comédia                 | Tá no Ar: a TV na TV | Indicada  |
| 2018 | Grande Prêmio Smiles do Humor Brasileiro | Melhor Atriz de Comédia                 | Tá no Ar: a TV na TV | Indicada  |
| 2020 | Prêmio F5                                | Melhor Atriz de Série/programa de Humor | Fora de Hora         | Indicada  |